# Jacobo Ramón
Jacobo Ramón Naveros (Madrid, 6 de enero de 2005) es un futbolista español que juega como defensa en el Como 1907 de la Serie A.

## Trayectoria

### Inicios en el Real Madrid
Llegó al Real Madrid C. F. con apenas 8 años de edad en la temporada 2013-14. Desde Alevines de primer año progresó hasta llegar a juveniles. 
En la temporada 2022-23 consiguió un flamante triplete para el Juvenil A del Real Madrid. Logró ganar la Copa del Rey, la Liga Juvenil de la UEFA y por último la liga. Un gran éxito del Juvenil A del Real Madrid que era dirigido por el campeón del mundo, Álvaro Arbeloa. En este equipo compartió vestuario con jugadores como Gonzalo García o Nico Paz.
El 9 de septiembre de 2023 debutó con el filial madridista saliendo de titular en la derrota por 2-1 contra el Linares Deportivo.

### Primer equipo
Debutó con el primer equipo del Real Madrid el 22 de enero de 2025 en el partido contra el R. B. Salzburgo de la fase de liga de Liga de Campeones jugado en el Santiago Bernabéu y sustituyendo a Antonio Rüdiger en el minuto 78 del encuentro, que finalizó con victoria para el Real Madrid por 5-1.
El 5 de febrero de 2025 estrena titularidad frente al C. D. Leganés en la eliminatoria de cuartos de final de la Copa del Rey disputada en el Estadio Municipal de Butarque debido a las lesiones de todos los defensas centrales de la primera plantilla, compartiendo en dicho partido el eje de la zaga con Raúl Asencio, también canterano y compañero del Real Madrid Castilla. En el minuto 39 de dicho partido tuvo el infortunio de provocar un penalti por mano a favor del C. D. Leganés que significaría el primer gol del conjunto pepinero situando el 1-2 en el marcador. Dicho penalti acabaría siendo insignificante ya que finalmente el conjunto blanco obtendría la victoria por 2-3 gracias al gol en el minuto 93 de Gonzalo García, también canterano y jugador del Real Madrid Castilla, lo que supondría la clasificación para las semifinales de la Copa del Rey 2024-25
Aunque no tenía ficha con el primer equipo, empezó a ser importante para el primer equipo del Real Madrid, dado que el equipo había lesiones en la parte de la defensa estaba sustituyendo en ocasiones a los jugadores lesionados. El 14 de mayo de 2025, debido a la plaga de lesiones de la primera plantilla, estrenó su titularidad en el Santiago Bernabéu en el partido correspondiente a la 36.ª jornada de la Primera División contra el R. C. D. Mallorca. En el minuto 95 de dicho partido marcó su primer gol con el primer equipo, tras una asistencia de Jesús Vallejo, lo que puso el 2-1 en el marcador. El tanto sirvió para dar la victoria al Real Madrid C. F. y prolongar sus opciones de ganar el título liguero.

### Etapa en Italia
El 31 de julio de 2025 puso fin a su etapa en el Real Madrid tras llegarse a un acuerdo para su traspaso al Como 1907.

## Estadísticas

### Clubes
Actualizado al último partido disputado el 14 de mayo de 2025.
| Club                                | Div.          | Temporada     | Liga  | Liga  | Copas nacionales | Copas nacionales | Copas internacionales | Copas internacionales | Total | Total |
| Club                                | Div.          | Temporada     | Part. | Goles | Part.            | Goles            | Part.                 | Goles                 | Part. | Goles |
| ----------------------------------- | ------------- | ------------- | ----- | ----- | ---------------- | ---------------- | --------------------- | --------------------- | ----- | ----- |
| Real Madrid Castilla C. F. · España | 1.ª Fed.      | 2023-24       | 6     | 0     | ―                | ―                | ―                     | ―                     | 6     | 0     |
| Real Madrid Castilla C. F. · España | 1.ª Fed.      | 2024-25       | 15    | 4     | ―                | ―                | ―                     | ―                     | 15    | 4     |
| Real Madrid Castilla C. F. · España | Total club    | Total club    | 21    | 4     | 0                | 0                | 0                     | 0                     | 21    | 4     |
| Real Madrid C. F. · España          | 1.ª           | 2024-25       | 3     | 1     | 1                | 0                | 1                     | 0                     | 5     | 1     |
| Real Madrid C. F. · España          | Total club    | Total club    | 3     | 1     | 1                | 0                | 1                     | 0                     | 5     | 1     |
| Como 1907 · Italia                  | 1.ª           | 2025-26       | 0     | 0     | 0                | 0                | ―                     | ―                     | 0     | 0     |
| Como 1907 · Italia                  | Total club    | Total club    | 0     | 0     | 0                | 0                | 0                     | 0                     | 0     | 0     |
| Total carrera                       | Total carrera | Total carrera | 24    | 5     | 1                | 0                | 1                     | 0                     | 26    | 5     |

## Palmarés

### Torneos internacionales
| Título                               | Equipo            | Sede              | Año  |
| ------------------------------------ | ----------------- | ----------------- | ---- |
| Campeonato Europeo de la UEFA Sub-19 | España sub-19     | Irlanda del Norte | 2024 |
| Supercopa de Europa                  | Real Madrid C. F. | Varsovia          | 2024 |